# Grande Prêmio da Grã-Bretanha de 1975
Resultados do Grande Prêmio da Grã-Bretanha de Fórmula 1 realizado em Silverstone em 19 de julho de 1975. Décima etapa da temporada, nele o brasileiro Emerson Fittipaldi, da McLaren-Ford, venceu pela décima quarta e última vez em sua carreira com José Carlos Pace em segundo lugar pela Brabham-Ford numa nova dobradinha brasileira, com Jody Scheckter em terceiro pela Tyrrell-Ford.

## Resumo
Última dobradinha brasileira na Fórmula 1 até o Grande Prêmio do Brasil de 1986.
Última Vitória de Bicampeão Emerson Fittipaldi na F1

## Classificação da prova
| Pos. | Nº | Piloto             | Construtor      | Voltas | Tempo/Diferença | Grid | Pontos |
| ---- | -- | ------------------ | --------------- | ------ | --------------- | ---- | ------ |
| 1    | 1  | Emerson Fittipaldi | McLaren-Ford    | 56     | 1:22:05.0       | 7    | 9      |
| 2    | 8  | José Carlos Pace   | Brabham-Ford    | 55     | Acidente        | 2    | 6      |
| 3    | 3  | Jody Scheckter     | Tyrrell-Ford    | 55     | Acidente        | 6    | 4      |
| 4    | 24 | James Hunt         | Hesketh-Ford    | 55     | Acidente        | 9    | 3      |
| 5    | 28 | Mark Donohue       | March-Ford      | 55     | Acidente        | 15   | 2      |
| 6    | 9  | Vittorio Brambilla | March-Ford      | 55     | + 1 volta       | 5    | 1      |
| 7    | 2  | Jochen Mass        | McLaren-Ford    | 55     | Acidente        | 10   |        |
| 8    | 12 | Niki Lauda         | Ferrari         | 54     | + 2 voltas      | 3    |        |
| 9    | 4  | Patrick Depailler  | Tyrrell-Ford    | 54     | Acidente        | 17   |        |
| 10   | 22 | Alan Jones         | Hill-Ford       | 54     | + 2 voltas      | 20   |        |
| 11   | 18 | John Watson        | Surtees-Ford    | 54     | Acidente        | 18   |        |
| 12   | 27 | Mario Andretti     | Parnelli-Ford   | 54     | + 2 voltas      | 12   |        |
| 13   | 11 | Clay Regazzoni     | Ferrari         | 54     | + 2 voltas      | 4    |        |
| 14   | 17 | Jean-Pierre Jarier | Shadow-Ford     | 53     | Acidente        | 11   |        |
| 15   | 23 | Tony Brise         | Hill-Ford       | 53     | Acidente        | 13   |        |
| 16   | 15 | Brian Henton       | Lotus-Ford      | 53     | Acidente        | 21   |        |
| 17   | 32 | John Nicholson     | Lyncar-Ford     | 51     | Acidente        | 26   |        |
| 18   | 19 | Dave Morgan        | Surtees-Ford    | 50     | Acidente        | 23   |        |
| 19   | 30 | Wilson Fittipaldi  | Fittipaldi-Ford | 50     | Acidente        | 24   |        |
| Ret  | 10 | Hans-Joachim Stuck | March-Ford      | 45     | Acidente        | 14   |        |
| Ret  | 6  | Jim Crawford       | Lotus-Ford      | 28     | Acidente        | 25   |        |
| Ret  | 16 | Tom Pryce          | Shadow-Ford     | 20     | Acidente        | 1    |        |
| Ret  | 29 | Lella Lombardi     | March-Ford      | 18     | Motor           | 22   |        |
| Ret  | 5  | Ronnie Peterson    | Lotus-Ford      | 7      | Motor           | 16   |        |
| Ret  | 21 | Jacques Laffite    | Williams-Ford   | 5      | Câmbio          | 19   |        |
| Ret  | 7  | Carlos Reutemann   | Brabham-Ford    | 4      | Motor           | 8    |        |
| DNQ  | 31 | Roelof Wunderink   | Ensign-Ford     |        |                 |      |        |
| DNQ  | 35 | Hiroshi Fushida    | Maki-Ford       |        |                 |      |        |

## Tabela do campeonato após a corrida
| Pos. | Piloto             | Pontos |
| ---- | ------------------ | ------ |
| 1    | Niki Lauda         | 47     |
| 2    | Emerson Fittipaldi | 33     |
| 3    | James Hunt         | 25     |
| 4    | Carlos Reutemann   | 25     |
| 5    | José Carlos Pace   | 24     |

| Pos. | Construtor   | Pontos  |
| ---- | ------------ | ------- |
| 1    | Ferrari      | 50      |
| 2    | Brabham-Ford | 42 (44) |
| 3    | McLaren-Ford | 39,5    |
| 4    | Hesketh-Ford | 25      |
| 5    | Tyrrell-Ford | 24      |

- Nota: Somente as primeiras cinco posições estão listadas. A temporada de 1975 foi dividida em dois blocos de sete corridas onde cada piloto descartaria um resultado. Neste ponto esclarecemos: na tabela dos construtores figurava somente o melhor colocado dentre os carros do mesmo time.